# كلايف ساندز
كلايف ساندز (بالإنجليزية: Clive Sands)‏ هو عداء سريع باهاماسي، ولد في 13 أكتوبر 1952.

## وصلات خارجية
- كلايف ساندز على موقع أوليمبيديا (الإنجليزية)